# Franziskanerkloster Tübingen
Das Franziskanerkloster in Tübingen existierte in Tübingen von 1272 bis zur Reformation in Württemberg von 1534. Heute beherbergt das Gelände des ehemaligen Klosters das Wilhelmsstift.

## Geschichte
Im Jahr 1272 wurde mit Unterstützung des Pfalzgrafen Heinrich von Tübingen an der heutigen Collegiumsgasse in Tübingen eine Niederlassung des 1210 gegründeten Franziskanerordens gegründet. Zu diesem nach dem Augustinerkloster zweiten Kloster Tübingens gehörten auch ein Friedhof und eine Kirche, die der Mutter Gottes geweiht war.
Schon bald erwarb das Kloster bescheidenen weiteren, von zwei weltlichen Pflegern verwalteten Grundbesitz, etwa hundert Jahre nach Gründung wird unter anderem auch ein Weinberg mit etwa 300 Stöcken bei Hirschau genannt. Etwa ab Mitte des 14. Jahrhunderts wurden auch Pfründner ins Kloster aufgenommen, auch wenn dies dem franziskanischen Grundsatz der persönlichen Armut widersprach. Erst unter der Förderung der Gräfin Mechthild von Württemberg erfolgte mit Nicolaus Caroli, Guardian in Heidelberg, 1446 eine Rückkehr zum strengen Armutsgebot. Die Güter des Klosters wurden an das Tübinger Spital übergeben, welches dafür die entsprechenden Jahrtage abhielt und 200 Pfund Heller zum Klosterbau und dem weiteren Aufbau der Bibliothek beisteuerte.
In der Folgezeit folgte eine rege geistige und geistliche Entfaltung des Klosterlebens. Von Tübingen aus erfolgten Reformen in weiteren Klöstern in Horb, Rottenburg und Nürtingen, außerdem wurden die Beichtväter für das Klarissenkloster Pfullingen gestellt.
Im Jahr 1476 brannte das Kloster zur Hälfte ab, wurde aber bald wieder aufgebaut. Die Bedeutung des Klosters stieg weiter. 1510 und 1518 fand in Tübingen das Provinzkapitel der Oberdeutschen (Straßburger) Franziskanerprovinz statt, ab 1520 war der Tübinger Guardian zugleich Oberer der Schwäbischen Kustodie innerhalb dieser Provinz. Nach der Gründung der Tübinger Universität 1477 richtete das Kloster eigene Studiermöglichkeiten ein, Franziskaner wurden als Lektoren für Philosophie und Theologie berufen und machten auch durch Publikationen von sich reden.
Im Jahr 1485 wurde der 24-jährige Paul Scriptoris Guardian des Tübinger Klosters und versah dieses Amt über zwei Perioden bis 1501. Seine theologischen Vorlesungen wurden weit über Tübingen hinaus bekannt. Im Jahr 1501 wurde Scriptorius unter dem Vorwurf der Häresie seiner Ämter enthoben und nach Basel versetzt, von wo er 1502 nach Rom ging.
Im Laufe der Reformation wurde das Kloster 1535 durch Herzog Ulrich von Württemberg aufgehoben, die leerstehenden Gebäude wurden 1540 durch einen Brand zerstört. Zwischen 1588 und 1592 wurde an ihrer Stelle von Herzog Ludwig von Württemberg ein Renaissance-Neubau für eine Ritterakademie, das Collegium illustre, unter Leitung von Georg Beer errichtet. Hier wurde 1817 das neue Höhere Katholische Konvikt eingerichtet, das heutige Wilhelmsstift.

## Wiege der Russlandkunde
Da im September 1525 im Franziskanerkloster Tübingen der aus Leutkirch im Allgäu gebürtige Humanist und spätere katholische Bischof von Wien Johann Fabri im Auftrag des späteren Kaisers Ferdinand I. eine russische Gesandtschaft während ihrer Rückkehr aus Spanien breit ausfragte und dieses Gespräch in einer Niederschrift als Ad Serenissimum Principem Ferdinandum Archiducem Austriae, Moscovitarum iuxta mare glaciale religio (Basileae 1526) veröffentlichte, kann das Kloster auch als Wiege der deutschsprachigen Russlandkunde angesehen werden. Denn Ferdinand I. schickte das Buch seinen Emissären, dem Kämmerer, Philosophen und Theologen Leonhard Graf Nogarola sowie dem ihn begleitenden Diplomaten und Juristen Siegmund von Herberstein als Leitfaden hinterher. Dadurch wurde es zur bedeutenden Inspirationsquelle für Herbersteins Reiseberichte.

## Nachweise
1. ↑  Stefan Michael Newerkla: Russen auf der Durchreise. Tübingen 1525 als Wiege der deutschen Russlandkunde (siehe Literatur).